# والرود
والرود (به آلمانی: Wahlrod) یک شهر در آلمان است که در وستروالدکرایس واقع شده‌است.